# Contea di Greene (Mississippi)
La contea di Greene ( in inglese Greene County ) è una contea dello Stato del Mississippi, negli Stati Uniti. La popolazione al censimento del 2000 era di 13 299 abitanti. Il capoluogo di contea è Leakesville.